# Křížová výprava roku 1101
Křížová výprava roku 1101 byla menší křížovou výpravou sestávající z tří na sobě nezávislých tažení. Proběhla v letech 1100 až 1101 a snažila se navázat na úspěch první křížové výpravy. Charakteristická byla tím, že se jí zúčastnilo mnoho z těch, kdo během první křížové výpravy porušili křižácké sliby a vrátili se předčasně zpět, přičemž nyní chtěli svým slibům konečně dostát.
Volání o posily z nově vzniklého Jeruzalémského království a od papeže Paschalise II., nástupce papeže Urbana II. (který zemřel dřív, než se doslechl o výsledku jím svolané kruciáty), mělo za výsledek novou výpravu. Papež obzvláště k účasti vyzýval ty, kdo na sebe vzali křižácký slib, ale na výpravu nikdy nevyrazili, a ty, kteří se z tažení předčasně vrátili. Někteří z těchto lidí byli doma vystaveni ostré kritice a velkému tlaku okolí, aby se vrátili zpět na východ. Tak například Adéla z Blois, žena Štěpána z Blois, který uprchl od obléhání Antiochie v roce 1098, se za svého manžela tak styděla, že se Štěpán pod tlakem jejích neustálých výčitek musel znovu vydat na východ, aby své sliby konečně naplnil.

## Lombarďané

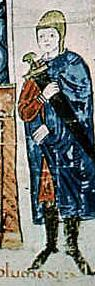
Lombardsko-toskánský ozbrojenec, kolem r. 1100, Vita Mathildis.

Stejně jako při první křížové výpravě, ani teď nevyrazili poutníci a válečníci jako jedna velká armáda, ale spíše v několika částech z různých zemí západní Evropy. V září 1100 opustilo Milán vojsko Lombarďanů. Jednalo se většinou o nevycvičené rolníky vedené milánským arcibiskupem Anselmem IV. Po příchodu na území Byzantské říše se pustili do bezohledného drancování, načež je byzantský císař Alexios I. Komnenos eskortoval do tábora před Konstantinopolí. S tím se Lombarďané nesmířili a pronikli za hradby města, kde vydrancovali Blachernský palác a zabili dokonce i císařova oblíbeného lva. Teprve poté se Alexiovi podařilo, i za pomoci hraběte Raimonda z Toulose, který na jeho dvoře zrovna pobýval, Lombarďany přepravit přes Bospor, kde měli čekat na posily v táboře u Nikomédie.
V Nikomédii se k nim v květnu roku 1101 připojil menší, ale lépe vyzbrojený a vycvičený kontingent složený z Francouzů, Burgunďanů a bojovníků z římsko-německé říše pod vedením Štěpána z Blois, Štěpána I. Burgundského, Ody I. Burgundského a Konráda, maršálka římsko-německého císaře Jindřicha IV. V Nikomédii se k nim přidal i Raimond z Toulouse, jeden z velitelů první křížové výpravy, nyní ve službách byzantského císaře. Raimond byl prohlášen za hlavního velitele, přičemž jeho oddíly doplnili i pečeněžští žoldnéři pod velením byzantského generála Tsitase. Koncem května 1101 se křižácké vojsko vydalo na pochod směrem na Dorylaeum, tedy stejnou cestou, kterou absolvovali Raimond z Toulouse a Štěpán z Blois roku 1097 během první křížové výpravy. Plánovali pokračovat směrem na Konyu, avšak Lombarďané, jejichž nedisciplinovaná masa početně převyšovala všechny ostatní oddíly, hodlali pochodovat na sever do Niksáru, kde byl Danišmendy držen v zajetí Bohemund I. z Antiochie. Poté, co 23. června 1101 dobyli Ankaru a vrátili ji císaři Alexiovi, se křižáci obrátili k severu. Krátce oblehli silnou posádkou hájené město Chankiri, načež pokračovali na sever s odhodláním obsadit Turky ovládané město Kastamonu. Přišli však do kontaktu s oddíly seldžuckých Turků, které na ně pak po několik týdnů dotíraly. V červenci byl navíc rozdrcen oddíl křižáků obstarávající zásoby.
V tomto momentu se však kvůli pohrůžkám Lombarďanů vojsko odvrátilo od možného bezpečí pobřeží Černého moře a vydalo se opět na východ směrem k danišmendskému území s cílem osvobodit Bohemunda. Seldžukové, vedení Kiličem Arslanem I., si však uvědomili, že jejich neschopnost čelit první křížové výpravě byla zapříčiněna jejich nejednotností, a uzavřeli tak spojenectví jak s Danišmendy, tak i s Ridvánem z Aleppa. S tímto spojeným muslimským vojskem se křižáci střetli na počátku srpna u Merzifonu.

### Bitva u Merzifonu

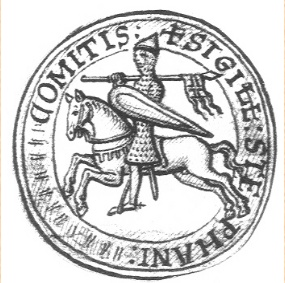
Štěpán II. z Blois, účastník první křížové výpravy a výpravy z roku 1101

Neustálé dotírání na vojsko křižáků se stále stupňovalo, až bylo nakonec završeno obklíčením křižáckého tábora v nehostinné oblasti paflagonského podhůří u města Merzifon. Křižákům bylo jasné, že jedinou šancí na vyváznutí je obklíčení prorazit. Rozpoutala se tak bitva trvající několik dní. O první výpad se pokusili válečníci z římsko-německé říše pod vedením Konráda, maršálka císaře Jindřicha IV. Podařilo se jim obsadit tureckou pevnost v sousedství Merzifonu. Když se ale se zásobami tam získanými chtěli vrátit k hlavnímu vojsku, tak byli odříznuti, ztratili všechny zásoby i kořist, jakož i mnoho mužů.
Dalšího dne, asi v neděli, se boje načas utišily, v pondělí se ale opět rozpoutaly s obnovenou intenzitou. Jako přípravu na nadcházející útok se křižáci rozdělili do pěti útvarů tvořených Burgunďany, byzantským oddílem vedeným Raimondem z Toulouse, válečníky z římsko-německé říše, Francouzi a Lombarďany. Pokus o proražení se však nakonec po těžkých bojích nepodařil. Nejprve byli zatlačeni na ústup Lombarďané, načež musely zpátky do tábora ustoupit i zbylé části vojska. Raimond s hrstkou spolubojovníků však byl od tábora odříznut a byl nucen se bránit na skalním útesu, odkud byl zachráněn jen výpadem Štěpána z Blois, Štěpána Burgundského a Konráda, kterému se podařilo probít se zpět do hlavního tábora. Den tak končil neúspěchem křižáků, těžké ztráty ale utrpěli i Turci, kteří se tak na noc raději také stáhli.
V táboře křižáků však v noci vypukla panika, která vyústila v neuspořádaný útěk z ležení, ve kterém byly Turkům napospas ponechány ženy a děti, z nichž část byla zabita, část prodána do otroctví. Ti z vojáků, kdo neměli koně, jako třeba většina Lombarďanů, pak byli Turky také rychle dostiženi a rovněž zabiti nebo prodáni do otroctví. Raimondovi, Štěpánovi z Blois a Štěpánovi Burgundskému se podařilo uprchnout na sever do města Sinope, odkud se lodí vrátili do Konstantinopole. Vyvázl i milánský arcibiskup Anselm, který se však ze Sinope do Konstantinopole vrátil po souši.

## Výprava z Nivernais
Brzy poté, co Lombarďané opustili Nikomédii, přibyly do Konstantinopole síly z Nivernais pod vedením Viléma z Nevers. Ten se na byzantské území přeplavil přes Jaderské moře z přístavu v Brindisi. Následný pochod jeho vojska do Konstantinopole se obešel bez jakýchkoli incidentů, čímž se odlišil od značné části předešlých tažení křižáckých vojsk. Vilém a jeho vojsko se však v Konstantinopoli dlouho nezdrželi, rozhodli se totiž dohnat Lombarďany, což se jim ale nepodařilo. Vilém krátce oblehl Konyu, jeho jednotky ale na dobytí tohoto města nebyly dostatečně silné, což si Vilém uvědomil a vojsko z Nivernais tak pokračovalo dál na směrem na Herakleiu (blízko dnešního města Ereğli). O jejich postupu se ale dozvěděl Kilič Arslan, který právě porazil Lombarďany u Merzifonu a který byl odhodlán tato nově příchozí vojska rozdrtit co nejdříve. Před Herakleí tak na Viléma z Nevers a jeho vojsko přichystal léčku, díky níž bylo Vilémovo vojsko obklíčeno a celé zničeno. Unikl jen samotný hrabě Vilém s několika rytíři na koních, kterým se podařilo prorazit nepřátelské linie.

## Francouzi a Bavoři

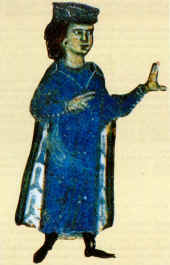
Vilém IX. Akvitánský, křižák a trubadúr.

V době, kdy vojsko Viléma z Nevers opouštělo Konstantinopoli, dorazila do byzantské metropole armáda třetí, kterou vedli Vilém IX. Akvitánský, Hugo z Vermandois (jeden z těch, kdo nesplnili své sliby během první křížové výpravy) a bavorský vévoda Welf I., kterého doporovázela Ida Rakouská, matka Leopolda III. Rakouského. Jejich pochod do Konstantinopole se však neobešel bez drancování, přičemž se křižácké vojsko málem dostalo do ozbrojeného střetu s pečeněžskými žoldnéři, kteří byli vysláni, aby drancování zamezili. Situaci uklidnil až zásah Viléma a Welfa.
V Konstantinopoli se však akvitánsko-bavorská armáda rozdělila. Jedna část se rozhodla přeplavit se po moři přímo do Jaffy, mezi těmito poutníky byl i kronikář Ekkehard z Aury. Druhá, větší část ale pokračovala po souši a v září dorazila do Herakleie (blízko dnešního města Ereğli), kde však byla, podobně jako armáda Viléma z Nevers, přepadena a zmasakrována Kiličem Arslanem. Vilém Akvitánský a Welf uprchli, Hugo však byl smrtelně zraněn a 18. října zemřel v Tarsu. Ida během tureckého přepadu zmizela a byla pravděpodobně zabita. Podle pozdější legendy však prý byla zajata a stala se matkou Zengího, úhlavního nepřítele křižáků ze čtyřicátých let 12. století, což ale patří i kvůli chronologickým okolnostem spíš do říše fantazie než reality.

## Dozvuky a následky
Většina z těch, kteří přežili drtivé porážky v Malé Asii, tedy hlavně vůdcové jednotlivých vojsk a další z nejurozenějších účastníků, se do konce února roku 1102 shromáždili v Antiochii. Byli mezi nimi mimo jiné Štěpán z Blois, Štěpán Burgundský, Vilém Akvitánský, Welf I., Raimond z Toulouse, Vilém z Nevers a Konrád, maršálek císaře Jindřicha IV. Většina z nich se pak pod Raimondovým vedením podílela na dobytí města Tortosa, kde jim na pomoc přispěchala i flotila janovských lodí. Poté se válečná výprava změnila spíše na prostou pouť, kdy si poutníci přáli hlavně dostát svým slibům a navštívit Jeruzalém, což se také části přeživších o Velikonocích roku 1102 podařilo. Mnozí z nich se pak prostě obrátili na cestu domů, někteří však zůstali a zapojili se pod vedením krále Balduina I. do obrany Jeruzalémského království proti egyptské invazi, která vyvrcholila bitvou u Ramly. Během tohoto střetnutí hrdinsky padl Štěpán z Blois, který tak konečně napravil svoji pošramocenou reputaci, dále pak i Hugo VI. z Lusignanu, předek lusignanské dynastie později vládnoucí v Jeruzalémě a hlavně na Kypru. Z dalších křižáků, které do Svaté země přivedla výprava z roku 1101, pak ve Svaté zemi zůstal i Joscelin z Courtenay, který ale bitvu u Ramly přežil a později se roku 1118 stal hrabětem z Edessy.
Porážka křižáků umožnila Kiliči Arslanovi, aby ustavil Konyu jako své hlavní město. Zároveň také muslimskému světu ukázala, že křižáci nejsou neporazitelní, jak se mohlo zdát během první křížové výpravy. Křižáci a Byzantinci na sebe vzájemně svalovali vinu za neúspěch celé výpravy, přičemž však ani ti, ani oni nebyli schopni zajistit bezpečnost cesty přes Anatolii, kterou nyní opanoval Kilič Arslan. Jedinou volnou cestou do Svaté země tak zůstala cesta po moři, z čehož těžily italské námořní republiky. Absence bezpečné pozemní cesty z Konstantinopole vyhovovala i antiochijskému knížectví, kde tak mohl Tankred, vládnoucí v zastoupení za svého zajatého strýce Bohemunda, konzolidovat své pozice bez zasahování Byzantinců.
Důležitost bezpečné pozemní cesty či spíše její absence se pak projevila i během druhé a třetí křížové výpravy, které se se značnými těžkostmi při překonávání Anatolie také potýkaly.

#### Prameny
- Albert z Aix: Historia Hierosolymitanae expeditionis. Dostupné online (latinsky).
- Ekkehard z Aury: Hierosolymita.

#### Sekundární literatura
- CATE, James Lea. The Crusade of 1101. In: SETTON, Kenneth M.; BALDWIN, Marshall W. A History of the Crusades: I. The First Hundred Years. Madison: The University of Wisconsin Press, 1969. Dostupné online. S. 343–367. (anglicky)
- MAYER, Hans Eberhard. Dějiny křížových výprav. Praha: Argo, 2013. 406 s. ISBN 978-80-257-0933-7.
- RUNCIMAN, Steven. A history of the crusades. Vol. 2, The Kingdom of Jerusalem and the Frankish East : 1100-1187. London: Penguin Books, 1987. 523 s. ISBN 052134770X. (anglicky)
- TYERMAN, Christopher. Svaté války : dějiny křížových výprav. Praha: Nakladatelství Lidové noviny, 2012. 926 s. ISBN 978-80-7422-091-3.